# تامسة
تامسة بلدية تابعة دائرة سيدي عامر ولاية المسيلة يقطنها حوالي 10000 نسمة تتربع على مساحة تقدر بنحو 60000 هكتار